# Зорица Костић
Зорица Костић (Димитровград, 1937 — Ниш, 2011) била је српска сликарка и наставница ликовне уметности. 

## Биографија
Зорица Костић је 35 година била наставник ликовног образовања у нишким основним школама. Четири пута је излагала на Октобарском салону у Београду, а излагала је и у иностварству.
Учествовала је у раду ликовних колонија у Сићеву, Поганову, Доњем Душнику, Шиду и Будимпешти.